# Benfluorex
Le benfluorex, commercialisé sous le nom de Mediator par les laboratoires Servier de 1976 à 2009, est un principe actif pharmaceutique, chimiquement proche de la norfenfluramine, une substance toxique elle-même très proche de l'amphétamine. De 1976 à 2009, près de deux millions de personnes ont fait l'objet d'une prescription de Mediator. 
La reconnaissance de la toxicité du benfluorex a conduit à l'arrêt de sa commercialisation dans plusieurs pays. En France, ce fut seulement en 2009 grâce au combat mené par Irène Frachon, pneumologue au CHU de Brest, qui a permis de révéler l'affaire du Mediator. Les autres fenfluramines, également toxiques, n'étaient plus commercialisées depuis 1997.
Le ministère de la Santé français indique que le Mediator a provoqué la mort d’au moins 500 personnes.

Par un arrêt du 20 septembre 2017, la Cour de cassation reconnaît la responsabilité des laboratoires Servier, confirmant l’imputabilité des troubles cardio-vasculaires au Mediator : 

« L'état des connaissances scientifiques ne permettait pas d'ignorer les risques d'HTAP (hypertension artérielle pulmonaire) et de valvulopathies induits par le benfluorex,. »

## Historique

### Mise sur le marché et ventes
Le benfluorex a été commercialisé de 1976 à 2009 en France par le groupe Servier, notamment comme médicament indiqué dans le traitement du diabète de type 2, dit « gras » (car associé à une surcharge pondérale). Il a également été prescrit, hors indications thérapeutiques remboursables, aux patients désireux de perdre du poids. Une conséquence de la prescription hors AMM est que la remontée des informations de pharmacovigilance (effets indésirables) s'en trouve réduite, les médecins pouvant craindre — s'agissant de prescriptions hors AMM — l'engagement de leur responsabilité.
Les laboratoires Servier ont vendu du 1er juin 1984 au 30 septembre 2010 « un total de 134 458 828 unités de Mediator. Ces ventes ont généré un chiffre d’affaires de près de 500 millions d’euros. Le nombre de patients traités entre 1976 et 2009 est estimé à 5 millions, avec une durée moyenne de prise du produit d’environ dix-huit mois. Trois millions de mois de traitement ont été délivrés entre 2002 et 2007. Plus de 300 000 patients s'en voyaient prescrire chaque année. Sept millions de conditionnements ont été vendus chaque année. »

### Affaire du Mediator
À la suite des travaux d'Irène Frachon, le médicament a été retiré de la commercialisation en France à la fin de l'année 2009. Par la suite, Irène Frachon a lutté pour obtenir l'indemnisation des victimes du Mediator. On parle alors du scandale du Mediator,,. 
Depuis au moins 1990, Servier savait que le benfluorex provoque l'apparition dans l'organisme de la norfenfluramine,. 
En novembre 2010, l'Afssaps a estimé que ce médicament avait causé au moins 500 morts en France. Toutefois, des chiffres plus alarmants circulent : en décembre 2010, une étude menée par des épidémiologistes mandatés par l'Afssaps a estimé qu'en tenant compte des décès encore à venir, le nombre de victimes du Mediator se situerait plutôt entre 1 000 et 2 000 morts. Ces chercheurs de l'INSERM ont ensuite précisé leur estimation en évaluant le nombre de décès à 1 320,, ce qui impliquerait plusieurs dizaines de milliers de cas de valvulopathies, puisque seule une très faible minorité d'entre elles conduisent au décès.
L'Agence Nationale de sécurité du médicament (ANSM) a complété en février 2012 une série de questions/réponses à l'intention des patients qui ont été traités par Mediator.
Une étude publiée le 23 janvier 2014, fondée sur les demandes d'indemnisation et s'appuyant donc sur des cas réels et non des estimations statistiques, aboutit à des chiffres moins élevés. Sur un échantillon représentatif de 1 784 dossiers étudiés par le collège d'experts de l'ONIAM, 293 avis sont potentiellement imputables au Mediator. En extrapolant ces 293 cas à l'ensemble des dossiers examinés par l'ONIAM, le nombre de valvulopathies (ce qui ne signifie pas de décès) liées au Mediator devrait être revu à la baisse.
L'affaire du Mediator se conclut par la condamnation de Servier et de l'Agence du médicament en mars 2021, puis par une seconde condamnation du laboratoire en appel en 2023. Les dommages imputables à un traitement par Benfluorex font partie des dommages pouvant être indemnisé sur saisine directe.

## Chronologie détaillée

### 1960-1980
- 1960 : Albert Weissman et al. (1960) publient au congrès de la Société américaine de pharmacologie et de thérapeutique un article sur la norfenfluramine. Sa pharmacologie se caractérise par un effet anorexigène sans stimulation notable du système nerveux central. Les auteurs concluent : “ P-1727 (code de l'analogue parasubstitué de la norfenfluramine) retains much of the anorectic potency of amphetamine in rats without concomitant behavioral stimulation, as measured by operant conditioning techniques”. Ensuite, le développement de composés trifluorés de la phényléthylamine va donner naissance au groupe des fenfluramines, avec notamment la fenfluramine, la D-fenfluramine et le benfluorex.
- 1967 : Laszlo Beregi et al. (groupe Servier) déposent une demande de brevet aux États-Unis couvrant le benfluorex (notamment pour ses propriétés anorexigènes observées chez l'animal)[25]. Un brevet sera également délivré dans différents pays européens dont la France[26].
- 1970 : Jacques Duhault et C. Malen (groupe Servier) présentent le benfluorex, un nouveau dérivé des fenfluramines[27].
- 1971 : L'OMS attribue le nom de benfluorex au composé SE780 du groupe Servier[28], le suffixe « -orex » étant le suffixe généralement attribué par la nomenclature de l'OMS aux agents anorexigènes[29], mais il existe des anorexigènes dont la DCI ne se termine pas par « -orex » : amphétamine, fenfluramine, phentermine[30].
- Publication d'une étude sur « l'épidémie » d'HTAP survenue en Suisse à la suite de l'utilisation d'aminorex, un coupe-faim[31].
- 1973 : Servier demande à l'OMS que le benfluorex ne soit plus désigné comme un anorexigène, mais soit renommé « benzaflumine » ou « benflurate ». La demande est rejetée[32].
- 1974 : Goudie et al. (Psychopharmacologia) confirment chez le rat les propriétés anorexigènes de la norfenfluramine ; ils concluent qu’une partie au moins des effets de la fenfluramine est due à celle de son métabolite principal la norfenfluramine : « The data reported in this paper provide evidence which implicates norfenfluramine as a mediator of the actions of fenfluramine »[33].
- En France, le ministère de la Santé accorde l'autorisation de mise sur le marché (l'AMM) au benfluorex, non pour son action anorexigène, mais comme « adjuvant » au régime alimentaire, dans deux indications : hypertriglycéridémies et diabète chez les patients en surcharge pondérale[5]. (En août 2011, deux anciens chercheurs du laboratoire Servier, Jean Charpentier et Jacques Duhault, déclareront aux juges que les caractéristiques anorexigènes du Mediator, du fait de sa nature amphétaminique, ont été cachées pour en faire un antidiabétique, afin de faciliter l'obtention de l'AMM[34].)
- 1976 : Mise sur le marché du benfluorex sous le nom commercial de Mediator dans deux indications : hypertriglycéridémies en complément d'un régime, et chez les diabétiques en surpoids[27].
- 1976 : Un article de la revue Pratiques souligne que le Mediator est un dérivé de l’amphétamine et que cette caractéristique, peu mise en évidence par Servier, doit être connue des prescripteurs, afin de surveiller les réactions des malades. L'article conclut : « Dans quelques années, quand on commencera à savoir un petit bout de la vérité, ça en fera déjà des millions de boîtes de Mediator vendues [35]! » La revue Pratiques ou les cahiers de la médecine utopique, du Syndicat de la médecine générale, publie à nouveau un article critique de 3 pages, en 1977[36].
- 1977 : Servier dépose une demande d'autorisation de mise sur le marché belge pour le benfluorex. Après évaluation du dossier, la Commission des médicaments belge émet un «avis défavorable» du fait de l'insuffisance de données relatives aux effets à long terme du médicament. Servier fait appel de cette décision[37].
- 1977 : Henri Pradal, médecin et coauteur du Dictionnaire critique des médicaments, édition 1977-1978, souligne la proximité des formules du Mediator et du Pondéral, et son absence d'efficacité attendue. (ref : rapport IGAS).
- 1978 : La Commission des médicaments belge confirme son « avis défavorable ». L'Inspection générale de la pharmacie belge écrit que « les nouvelles données cliniques fournies (…) ne permettent pas de considérer que le produit exerce une activité hypolipidémiante ou hypoglycémiante. » La Commission évoque également « l'effet anorexigène de la molécule[37]. »

### 1981-1991

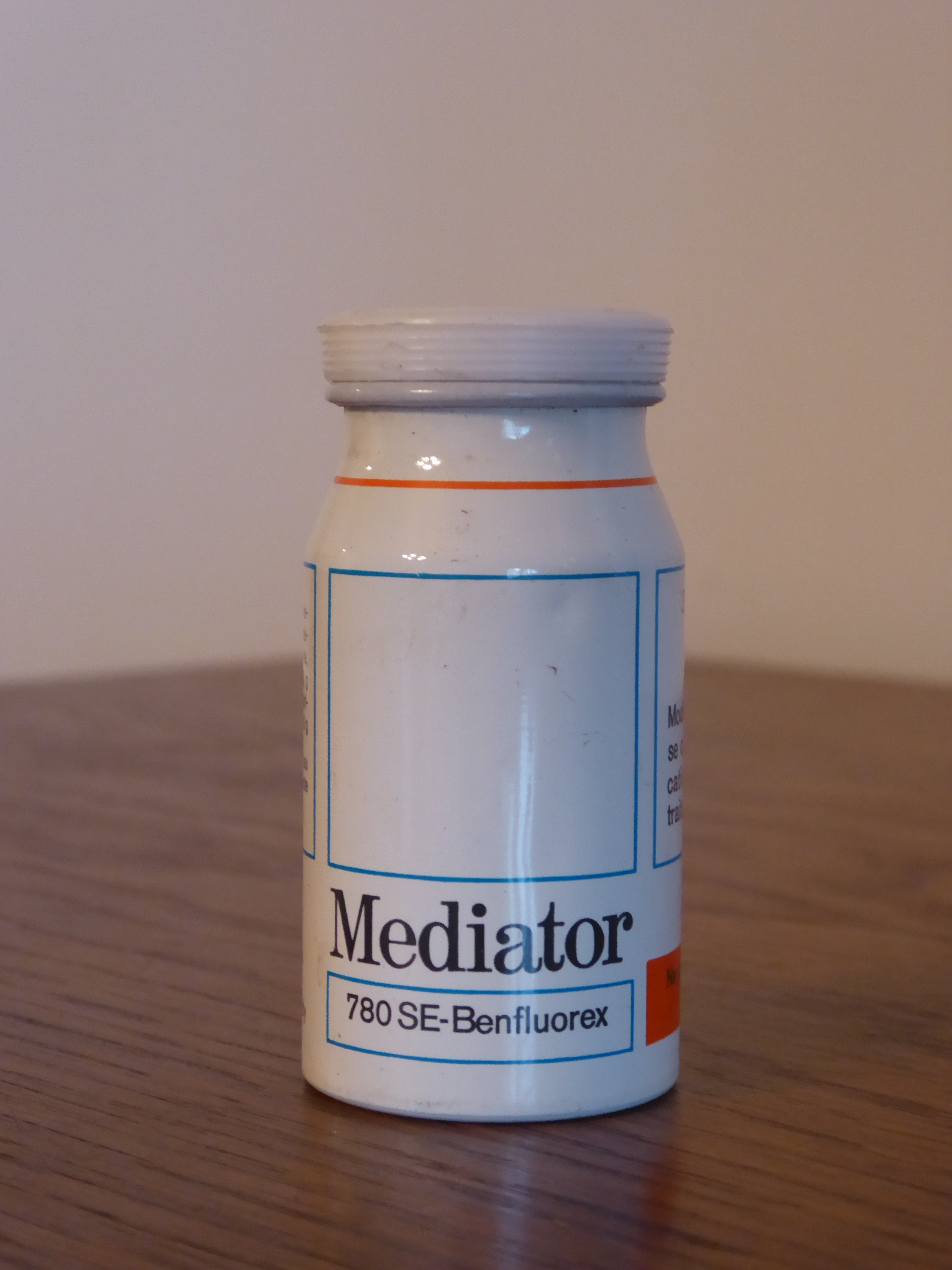
Flacon de 30 comprimés de Benfluorex - 1981

- Octobre 1981 : Publication de deux cas ("strong evidence") d'hypertension artérielle pulmonaire sous fenfluramine[38].
- 1988 - 1991 : La littérature scientifique fait état de ce que certains des effets principaux et secondaires de la fenfluramine (Pondéral) sont dus à son métabolite N-désalkylé, la norfenfluramine[39],[40],[41]. Le laboratoire fabricant, Servier, a connaissance du fait que le Mediator (benfluorex) donne chez l'humain ce même métabolite, la norfenfluramine, à des concentrations voisines de celles mesurées après administration de Pondéral[42].

### 1993-1999
- 1993 : Publication par François Brenot et al. d'une étude rétrospective établissant le risque d'hypertension artérielle pulmonaire (HTAP) sous fenfluramine[43].
- 1995 : À l'occasion d'une enquête sur les anorexigènes (coupe-faim), le comité de pharmacovigilance interdit le benfluorex dans les préparations magistrales[44],[45].
- 1996 : Publication des résultats de l'enquête IPPHS (International Primary Pulmonary Hypertension Study) demandée par les laboratoires Servier au professeur Lucien Abenhaïm, laquelle démontre le risque des anorexigènes du type de la fenfluramine, sans mentionner le benfluorex[46]. Malgré cette étude, l'Isoméride est autorisé par la FDA aux États-Unis, en raison de l'importance du problème de l'obésité. Lucien Abenhaïm dit ne pas avoir été au courant à l'époque de la proximité entre le Mediator et la fenfluramine.
- 1997 : Les fenfluramines, en particulier l'Isoméride, sont rendues responsables aux États-Unis de valvulopathies cardiaques ainsi que d'hypertension artérielle pulmonaire (HTAP) et sont interdites sur l'ensemble du territoire des États-Unis, ainsi que dans la plupart des pays de l'Union européenne[27]. Aux États-Unis, près de quatre milliards de dollars d'indemnisation seront obtenus lors de « class actions ». La France suspend l'AMM de l'Isoméride[44].
- 1997 : Une enquête de pharmacovigilance sur le benfluorex est lancée en France. En effet, le médicament est détourné comme anorexigène, et son métabolisme donne le même composé toxique que l'Isoméride : la norfenfluramine.
- 1997 : En Suisse, le benfluorex (vendu sous le nom de "Mediaxal") est retiré du marché par l'Institut Helvétique d'Homologation et de Contrôle des Médicaments, Swissmedic[47], en raison de "doutes" sur son innocuité.
- 1998 : L'Union régionale des caisses d'assurance-maladie (URCAM) de Bourgogne montre que plus d'un tiers des prescriptions se situent hors autorisation de mise sur le marché (AMM), le Mediator ayant pris le relais de l'Isoméride comme coupe-faim[44]. Elle souligne l'association du Mediator à des traitements à visée amaigrissante : « Au-delà des aspects de santé publique liés à des prescriptions inutiles, voire dangereuses pour la santé, le constat d'une utilisation en dehors du champ des indications reconnues et valides pose également une question d'ordre économique ». Un tiers des prescriptions du Mediator (35 %) sont ainsi faites hors AMM[48].
- 1998 : La Commission d'Autorisation de Mise sur le Marché note « l'absence d'efficacité du benfluorex dans l'hypertriglycéridémie »[27]. L'utilisation du benfluorex dans les préparations magistrales est interdite en France[49].
- 1998 : L'Assurance Maladie met en garde par courrier l'Agence du médicament sur "l'utilisation non contrôlée d'un produit de structure amphétaminique, dans un but anorexigène", le Mediator (benfluorex)[48].
- Septembre 1998 : À la demande des autorités sanitaires italiennes, le Mediator fait l'objet d'une enquête au niveau européen, dont la France et l'Italie sont les rapporteurs. Les interrogations portent sur la similitude chimique entre l'Isoméride (interdit à la vente) et le Mediator (benfluorex). Aucune suite n'est donnée à l'enquête[50].
- 21 septembre 1998 : Dans un courrier adressé au directeur général de l'Agence du Médicament, Jean-René Brunetière, trois médecins-conseils, le Professeur Hubert Allemand, médecin-conseil de la Caisse nationale de l'assurance maladie (CNAM), le Professeur Claudine Blum-Boisgard (CANAM), le Professeur Patrick Choutet (Mutuelle Sociale Agricole) écrivent : « Il nous apparaîtrait opportun de procéder à une réévaluation de l'utilité du Mediator dans la stratégie thérapeutique de la maladie diabétique et dans celle des hyperlipidémies. » « Il nous semble utile d'alerter l'Agence du médicament sur l'utilisation non contrôlée d'un produit de structure amphétaminique, dans un but anorexigène. Il est en effet assez paradoxal de constater que la prescription de Mediator est tout à fait libre, tandis que celle des médicaments du groupe des amphétaminiques est strictement encadrée depuis mai 1995 »[50],[51].
- Février 1999 : Georges Chiche, cardiologue, déclare un cas d’insuffisance aortique chez un patient auquel il avait été prescrit du Mediator à Marseille (Centre PHV), sans suite donnée[52],[44], cette insuffisance aortique étant, par erreur, considérée comme la conséquence d'un infarctus.
- Juin 1999 : Une patiente de l'hôpital Saint-Joseph consulte à l'hôpital Antoine-Béclère pour son HTAP. Le professeur Simonneau est alerté par la prise par la patiente de Mediator et découvre la similitude de la molécule avec l'Isoméride, qu'il a déjà contribué à faire interdire. Il alerte la pharmacovigilance.
- 1999 : La Commission de la Transparence estime l'intérêt du Mediator « insuffisant dans ses deux indications » et propose – en vain - son déremboursement[44]. Le benfluorex reste remboursé à 65 %, mais en principe réservé aux diabétiques en surpoids. Du fait de leur toxicité, tous les amphétaminiques sont retirés du marché, sauf le Mediator[27].
- 1er octobre 1999 : Selon un compte-rendu de la Commission Nationale de Pharmacovigilance, «Le benfluorex (dénomination commune du Mediator) a fait l'objet d'une enquête « officieuse » dès 1995 en raison de sa parenté structurale avec les anorexigènes amphétaminiques. Cette enquête est devenue officielle en mai 1998.»[50]
- Octobre 1999 : Un rapport réalisé par des experts italiens (Dr Giuseppe Pimpinella et Dr Renato Bertini Malgarini) à la demande de l'Agence européenne du médicament souligne la similitude entre l'Isoméride et le benfluorex : Il existe des suspicions que les patients traités au benfluorex sont exposés à un niveau potentiellement toxique de norfenfluramine. Trois comprimés de Mediator conduisent à produire autant de norfenfluramine que deux comprimés d'Isoméride (posologies quotidiennes pour ces deux médicaments). Enfin, ils relèvent que l'activité thérapeutique du Mediator pour les obèses ayant un diabète de type 2 (non insulino-dépendant) est inférieure à celle de la metformine, un antidiabétique de référence[53].

### 2000-2005
- 2000 :
  - L. Fitzgerald et al.[54] évoquent le rôle d'un métabolite dans l'induction des valvulopathies associées à la dexfenfluramine (tout comme à la fenfluramine) : la norfenfluramine (qui est aussi l'un des deux métabolites principaux du benfluorex).
  - Sur sa base de données en ligne, le Conseil national de l'Ordre des médecins (CNOM) publie près de quatre-vingts dossiers de sanctions de médecins libéraux pour mauvaise prescription du Mediator[48] : « Prescription de Mediator hors autorisation de mise sur le marché et absence d'indication sur l'ordonnance de son caractère non remboursable » ; « A prescrit du Mediator en l'absence d'hypertriglycéridémie ou de diabète avec surcharge pondérale », « A prescrit des médicaments à effet diurétique (…) en association avec du Mediator pour des personnes désireuses de maigrir (…) (associé au) caractère dangereux de ces thérapeutiques ».
  - décembre 2000 : publication d'un article mettant en évidence le rôle des récepteurs 5-HT2B dans les hypertensions artérielles pulmonaires (HTAP) et les atteintes valvulaires, et suggérant que tous les médicaments à activité sérotoninergique soient étudiés et suspendus en cas d'action sur ces récepteurs[55].
- 2002 : l'Afssaps interdit une publicité du laboratoire Servier. L'étude sur laquelle celle-ci était fondée n'était pas conforme aux dispositions de l'Autorisation de Mise sur le Marché et ne démontrait pas la valeur ajoutée du médicament[27].
- 2003 :
  - 28 mars 2003 : un premier cas d'insuffisance valvulaire cardiaque est décrit en Espagne[56]. La molécule est retirée par le laboratoire à la suite des questions qui lui sont posées sur sa pharmacodynamie, et avant la date prévue de son renouvellement d'Autorisation de Mise sur le Marché. Selon les autorités espagnoles, « le benfluorex a été retiré en 2003 à la demande du fabricant en raison de sa possible implication dans les valvulopathies cardiaques »[57].
  - avril 2003 : La revue Science et Vie, dans son dossier "le guide des médicaments", décrit le Mediator comme un produit qui "s'apparente plutôt à un coupe-faim" et qui n'a "jamais prouvé son efficacité dans la prévention des complications de l'athérosclérose[58]."
  - Octobre 2003 : la revue Prescrire appelle à rester vigilant vis-à-vis des dérivés amphétaminiques.
- 2004 : le Mediator est retiré du marché en Italie[57].
- 2005 :
  - L'Espagne interdit les préparations médicinales à base de benfluorex, en rappelant les risques de valvulopathies[57].
  - le centre de pharmacovigilance de Besançon pointe dans un rapport des cas d'hypertension artérielle pulmonaire chez des patients ayant pris du Mediator,
  - la Commission nationale de pharmacovigilance considère que les cas d'hypertension artérielle pulmonaire signalés sont peu nombreux et peuvent correspondre à l'incidence des hypertensions artérielles pulmonaires idiopathiques. Elle ne mentionne pas le problème des valvulopathies. Elle propose « d'étudier la possibilité d'interroger les registres des hypertensions artérielles pulmonaires existants des dix-sept centres, afin de rechercher, dans une étude rétrospective cas-témoins, le rôle éventuel du benfluorex »[59],
  - la revue Prescrire est la première publication à demander le retrait du Mediator[60],[61].

### 2006
- 2006 : Le Mediator n’est plus commercialisé qu’au Portugal, à Chypre et en France (où deux médecins travaillant pour le laboratoire fabriquant le Mediator étaient conseillers auprès du ministre de la santé Xavier BERTRAND[62], quand celui-ci a prorogé le remboursement du médicament en 2006[63]).
- 2006 : Un cas de valvulopathie sous Mediator chez une patiente de quarante-huit ans sans antécédent est publié par le Pr Montastruc, médecin au CHU de Toulouse et membre de la Commission Nationale de Pharmacovigilance[27]. Survenant après sept notifications spontanées, cette nouvelle déclaration ne conduit pas à l'interdiction. La Commission d'Autorisation de Mise sur le Marché renouvelle l'autorisation quinquennale du Mediator, se contentant de supprimer l'une de ses indications mineures[44].
- Juin 2006 : la revue Prescrire rapporte trente-cinq cas français de troubles psychiatriques et de dix-sept cas d'hypertension artérielle pulmonaire (HTAP) associés au Mediator[27]. Prescrire s’étonne, une nouvelle fois, du maintien sur le marché du benfluorex (Mediator) par le laboratoire Servier[14].

### 2007
- 2007 : Servier ne demande pas le renouvellement de l'Autorisation de Mise sur le Marché du Mediator en Italie[44].
- 2007 : L'Autorisation de Mise sur le Marché est renouvelée en France (88 % des ventes mondiales de Mediator) pour le diabète, et supprimée pour l'hypertriglycéridémie. De nouvelles études sont demandées. Le dictionnaire des médicaments Dorosz mentionne le risque de valvulopathie sous Mediator.

### 2008
- 7 avril 2008 : Dans un courriel au Centre de pharmacovigilance de Brest, un des directeurs du groupe Servier déclare que le Mediator « se distingue radicalement des fenfluramines »[27].

### 2009
- Février 2009 : Onze cas de valvulopathies sous Mediator sont signalés à l'Afssaps par le CHU de Brest.
- 3 juin 2009 : Irène Frachon, médecin au CHU de Brest se rend à l'Afssaps à Saint-Denis, à un groupe de travail intitulé «Plan de gestion des risques et pharmaco-épidémiologie» et fait part de ses inquiétudes concernant le lien entre valvulopathies et prise de Mediator.
- 10 juin 2009 : Après la réunion du 3 juin 2009 à l'Afssaps, l'épidémiologiste Catherine Hill adresse un courriel à tous les experts de l'Afssaps. Elle évoque un « signal particulièrement clair » entre la prise du benfluorex et valvulopathies. Elle juge « très peu prudent d'attendre pour agir » et note que « si nous étions aux États-Unis, le risque de procès serait très élevé ». Elle rappelle que le médicament a été retiré du marché en Espagne « pour les mêmes raisons » depuis plusieurs années[64].
- 7 juillet 2009 : Irène Frachon se rend à la Commission Nationale de Pharmacovigilance. Il est demandé aux laboratoires Servier de faire une étude de type cas-témoins, qui peut prendre des années et nécessiter d'étudier des milliers de cas[64].
- Juillet 2009 : Selon une étude d'Irène Frachon, du CHU de Brest, « 70 % des malades souffrant d’atteintes inexpliquées de leur valvule mitrale ont été exposés à une prise de Mediator, contre 6 % chez les malades ayant une cause connue de valvulopathie »[14].
- 4 septembre 2009 : Nouvelle réunion à l'Afssaps avec l'équipe du CHU de Brest. Il existerait un lien très fort entre valvulopathies et prise de Mediator[64].
- 29 septembre 2009 : La Commission nationale de pharmacovigilance de l'Afssaps conclut qu'il n'est pas possible de laisser les patients face à un tel risque.
- 7 octobre 2009 : Malgré les alertes, une autorisation de mise sur le marché (AMM) est délivrée pour deux génériques du Mediator aux laboratoires Mylan et Qualimed[64].
- Octobre 2009 : Une étude effectuée par la Caisse nationale d'assurance maladie à partir de sa base de données d'une cohorte d'un million de diabétiques montre que le risque de chirurgie valvulaire est multiplié par près de quatre pour les patients exposés au Mediator.
- 23 octobre 2009 : La Commission Nationale de Pharmacovigilance de l'Afssaps note « un signal relatif aux anomalies des valvules cardiaques soupçonné depuis plusieurs mois par les données de pharmacovigilance ». À la fin de la réunion, la Commission ne rend pas d'avis[64].
- 12 novembre 2009 : L'autorisation de mise sur le marché (AMM) du benfluorex (Mediator et ses génériques) est suspendue[64].
- 25 novembre 2009 : L’Afssaps décide de suspendre le Mediator[65], ainsi que les deux génériques du Mediator qui venaient d'obtenir une Autorisation de Mise sur le Marché le 7 octobre. Selon l'Agence, un seul cas confirmé de valvulopathie cardiaque associée au Mediator a été déclaré jusqu’à la fin 2008.
- 30 novembre 2009 : Le benfluorex (Mediator et ses génériques) est retiré des pharmacies[64].

### 2010
- Avril 2010 : Irène Frachon publie son étude relative à l'association entre valvulopathie et prise de benfluorex[66].
- 2 juin 2010 : Le groupe Servier publie dans le Quotidien du médecin et le Quotidien du pharmacien un communiqué déclarant : « Face aux nombreuses inexactitudes parues dans la presse grand public, à ce jour, aucun lien de causalité direct n'a été démontré entre la prise du médicament et les valvulopathies »[44].
- 7 juin 2010 : Irène Frachon publie le livre Mediator 150 mg, combien de morts ? (éditions-dialogues.fr, 150 p.) qui raconte son histoire. L'éditeur est attaqué en justice par le laboratoire Servier[67].
- 14 juin 2010 : La décision définitive d'interdiction par l'Agence européenne est prise, avec cet avis : « Le lien entre benfluorex et valvulopathie est établi[44] ».
- 25 juin 2010 : Une thèse soutenue par Flore Michelet, docteur en pharmacie de l'université de Rennes I, intitulée Utilisation de nouveaux outils en pharmacovigilance : à propos du retrait du Mediator (benfluorex), relève que 300 000 personnes ont été chaque année exposées au Mediator[44]. Selon cet auteur, « il semblerait qu'il y ait eu ces dernières années entre 150 et 250 hospitalisations chaque année en France liées directement à une toxicité du Mediator, ayant entraîné une trentaine de décès. Si nous multiplions par 30 ans de commercialisation, le nombre de morts pourrait être entre 500 et 1 000 »[68]
- 13 octobre 2010 : Article du Figaro donnant les grandes tendances de l'étude de la CNAM, sous couvert de la Protection des sources d'information.
- 14 octobre 2010 : Publication dans la revue Pharmacoepidemiology and Drug Safety de l'étude de la CNAM montrant que le Mediator multipliait par 3 le risque de valvulopathie et par 4 le risque de chirurgie valvulaire[69],[70].
- 16 novembre 2010 : Selon une réunion de la Commission nationale de pharmacovigilance, une analyse de données de la CNAM-TS faite par l’épidémiologiste Catherine Hill (qui dirige le service d'épidémiologie des cancers de l'Institut Gustave-Roussy à Villejuif) confirme les premiers travaux qu’avait révélés Le Figaro en octobre 2010[71]. Selon ces études, le benfluorex (Mediator) serait bien responsable de 500 à 1 000 morts en France[68]. Le laboratoire Servier estime de son côté que ces chiffres sont des « hypothèses fondées sur des extrapolations ».
- 16 novembre 2010 : L’Afssaps estime à 500 le nombre de morts imputés au Mediator. 3 500 personnes ont été hospitalisées. 80 % des complications se produisent dans les deux années qui suivent l'arrêt du traitement. Elle annonce une série de mesures, en particulier une campagne d’information pour rechercher tous les patients qui ont pu prendre ce produit. Elle recommande aux personnes qui ont pris du Mediator pendant plus de trois mois de consulter leur médecin traitant[72].
- 21 novembre 2010 : Selon Jacques Servier, l'affaire du Mediator est une « fabrication »[73].
- 3 décembre 2010 : Dans une lettre adressée aux médecins français, Denys Schutz, médecin, directeur général de Servier-Biopharma écrit : « Les principes actifs de Mediator et d'Isoméride sont différents, tant en termes de structures chimiques que d'effets biologiques (…) ou en termes de métabolisme[53]. »
- Décembre 2010 : Martine Aubry, Bernard Kouchner et Martin Hirsch affirment n'avoir jamais été alertés[74],[75]. Xavier Bertrand affirme avoir pris connaissance de la dangerosité du Mediator en novembre 2010[76].

### 2011
- À la suite d'un rapport[5] accablant de l'IGAS sur le Mediator[77], Xavier Bertrand lance une réforme du système français de pharmacovigilance[78].
- 15 janvier 2011 : Le professeur Acar, dans ses conclusions à propos des débats ouverts sur le sujet de la mortalité attribuable au benfluorex, indique : « Travail intéressant mais préliminaire dont il ne faut pas méconnaître les difficultés de réalisation. Il apporte des données utiles mais comporte des lacunes et des erreurs tenant à la méthodologie utilisée et à une analyse peu rigoureuse de la cohorte des patients décédés. Ces enquêtes ne permettent pas une estimation fiable de la fréquence des valvulopathies sévères liées au benfluorex. De ce fait, toute extrapolation sur ces bases à l'ensemble des patients exposés au benfluorex nous paraît arbitraire. Il serait souhaitable que d'autres enquêtes soient entreprises avec une méthodologie différente et une recherche rigoureuse des critères d'imputabilité de la complication cardiaque à telle ou telle étiologie[79]. »
- Parution en avril d'un article[80] estimant au minimum à 500 la mortalité attribuable au benfluorex (Mediator). L'article résume les données démontrant la toxicité cardiaque du médicament et explique la méthode utilisée pour l'estimation.
- juin 2011 : Parution du Rapport d'information No 675 de Mme Marie-Thérèse Hermange, fait au nom de la Mission commune d'information "Mediator : Évaluation et contrôle des médicaments"[81]. On apprendra en septembre 2011 que ce rapport avait été modifié à l'avantage de Servier après une intervention de Claude Griscelli, un expert médical présenté comme proche du directeur opérationnel du groupe Servier, Jean-Philippe Seta[82]. C'est Mme Hermange qui a invité M. Griscelli à relire le rapport dans les locaux du Sénat : la sénatrice et l'expert proche de Servier sont donc mis en examen. Depuis, Jean-Philippe Seta a quitté l'entreprise Servier[83] et Mme Hermange a été nommée au comité d'éthique de l’Académie de médecine[84].
- août 2011 : Deux anciens chercheurs des Laboratoires Servier, Jean Charpentier et Jacques Duhault, déclarent aux juges que les caractéristiques anorexigènes du Mediator (du fait de sa nature amphétaminique) ont été cachées pour en faire un antidiabétique, afin de faciliter l'obtention de son autorisation de mise sur le marché (AMM)[34].

### 2012
En 2012 paraissent les résultats d'un essai financé par les laboratoires Servier parmi une population de diabétiques recevant déjà tous un traitement antidiabétique et traités en plus, après tirage au sort, pendant un an, soit par benfluorex soit par pioglitazone. Les patients devaient avoir une échographie cardiaque initiale puis au bout d'un an de traitement. L'essai montre qu'après un an de traitement, le risque d'apparition ou d'aggravation de valvulopathies est très supérieur dans le groupe benfluorex comparé à l'autre groupe (82/304 patients versus 33/300). Le risque d'atteinte de plusieurs valves est aussi très augmenté (16/304 versus 1/300).

### 2014
- 23 janvier 2014 : 8 350 dossiers ont été déposés à l'ONIAM. 293 d'entre eux ont reçu un avis positif d'indemnisation. Pour Erik Rance, directeur de l’ONIAM, « ce faible taux d’avis positifs tient au fait que beaucoup de dossiers reçus ne concernaient pas les deux pathologies pour lesquelles la responsabilité des laboratoires Servier est reconnue : les valvulopathies et l’hypertension artérielle pulmonaire (HTAP)[24]. » Le collège évalue le « pourcentage du préjudice fonctionnel » et transmet le dossier aux laboratoires Servier. C'est le laboratoire qui fait ensuite une proposition chiffrée à la victime. Si cette proposition est jugée insuffisante, la victime peut saisir l’ONIAM qui, s’il le juge nécessaire, l’indemnise directement et se retourne ensuite contre le laboratoire pour obtenir remboursement. Douze victimes, jugeant l’offre de Servier insuffisante, se sont retournées vers l’ONIAM. « Nous n’avons pas donné suite, » indique Erik Rance, « car nous avons estimé que l’offre de Servier était convenable. »

Face aux critiques relatives au faible nombre d’avis positifs rendus, l’ONIAM indique que l'imputabilité du Mediator dans la survenue des pathologies précitées devait être établie « sur la base d’un lien direct et certain ». Cependant, le nombre de dossiers où l'imputabilité est reconnue devrait croître, depuis un arrêt de la Cour de cassation du 10 juillet 2013 selon lequel cette imputabilité peut s’établir « sur la base de présomptions graves, précises et concordantes ».

### 2016
Plus de 6 000 dossiers ont été déposés auprès de l'ONIAM. Mais les patients doivent encore renverser la présomption de fraude. Selon Irène Frachon, « Les experts partent du principe que toute victime qui réclame une indemnisation est une fraudeuse. »
Le 9 novembre 2016, le Conseil d’État confirme l’analyse de la cour administrative d'appel de Paris, « qui a jugé que ce n’est qu’à partir de 1999 que l’État a commis une faute en ne prenant pas de mesures de suspension ou de retrait de l’autorisation de mise sur le marché du Mediator ».

### 2021
L'affaire du Mediator se conclut en mars 2021 par un procès qui condamne Servier et l'Agence du médicament, à des amendes, à des peines de prison avec sursis et à indemniser les victimes.

### 2023
Servier est condamné en appel pour à une amende de près de 9 millions d'euros pour tromperie aggravée auprès des victimes du Mediator, mais également à une seconde amende de 415 millions d'euros pour délit d'escroquerie, alors que le laboratoire avait été relaxé de ce délit en première instance,.

## Présentation - Posologie
- Comprimé enrobé (blanc) : boîte de 30.
- Composition : 
  - benfluorex chlorhydrate, 150 mg par comprimé ;
  - excipients.
- Posologie : 3 comprimés par jour[90].

## Données cliniques

### Indications thérapeutiques
Avant son retrait le 30 novembre 2009, le benfluorex est indiqué dans le traitement du diabète de type 2 ou diabète non insulinodépendant. Il est aussi prescrit aux personnes désireuses de perdre du poids.

### Contre-indications
- Hypersensibilité au chlorhydrate de benfluorex ou à l'un des constituants.
- Pancréatites chroniques avérées.

## Propriétés pharmacologiques
Selon l'IGAS, le laboratoire a trompé les autorités sanitaires. Le benfluorex n'a aucune activité pharmacologique propre ; il est le précurseur d'une molécule active (et toxique), la norfenfluramine, proche de l'amphétamine. Selon le rapport de l'IGAS, « Cet « aveu » de ce que le benfluorex ne serait qu’un précurseur, c’est-à-dire une molécule n’ayant en elle-même aucune activité pharmacologique, les laboratoires Servier ont cherché, après l’avoir reconnu, à le faire oublier, en retirant une phrase évoquant cette caractéristique d’un document communiqué à l’Afssaps en 1999 » (en gras dans le texte).

### Propriétés pharmacodynamiques
Le benfluorex (Mediator) et l'Isoméride agissent tous deux par l'intermédiaire d'un métabolite identique, la norfenfluramine ; ils ont donc des caractéristiques pharmacologiques très proches. Les deux produits ont une efficacité hypoglycémiante prouvée en double insu contre placebo, mais cette efficacité est moindre que celle des antidiabétiques de référence comme la metformine.
- Propriétés mises en avant dans la documentation officielle :
  - hypolipidémiant ;
  - hypocholestérolémiant ;
  - hypoglycémiant.
- Propriété absente de la documentation officielle :
  - anorexigène, en commun avec l'Isoméride[93].

C'est cette activité anorexigène, ou coupe-faim (non officielle puisque l'indication validée par l'Agence du médicament est : « certaines formes de diabète »), qui a été mise en avant auprès des prescripteurs par les visiteurs médicaux de Servier, ce qui explique la répartition géographique des ventes : selon les données de la CNAM, le Mediator atteignait des records de consommation sur la côte méditerranéenne.
Le métabolite toxique pour les valves cardiaques produit par ces deux médicaments est la norfenfluramine. La norfenfluramine n'est pas présente dans les comprimés d'Isoméride ou de Mediator : elle est produite par la modification de ces médicaments - ou métabolisme - dans l'organisme. Dans une large mesure, le benfluorex (Mediator) est une prodrogue de la norfenfluramine. 
Le niveau d'exposition à la norfenfluramine est similaire, que l'on prenne du Mediator ou de l'Isoméride, mais variable d'une personne à l'autre. On ne connaît pas les facteurs associés à cette variabilité.

### Propriétés pharmacocinétiques et métabolisation
Le benfluorex est complètement métabolisé. Il ne circule dans le plasma sanguin qu’à des taux indétectables, car « immédiatement transformé en son métabolite S422, puis en métabolite S1475 et en norfenfluramine (S585) », qui est un puissant anorexigène. Le benfluorex est une prodrogue, un ester benzoïque qui, rapidement hydrolysé, donne l'alcool S422, lequel s'oxyde pour donner l'acide S1475 ; ces deux dérivés ont une durée de vie très courte et laissent rapidement place à la norfenfluramine (S585),.

## Interdiction
Mis sur le marché en France en 1976, le Mediator sera retiré du marché belge en 1978, du marché suisse en 1997 et espagnol en 2003. En France, le Mediator a échappé à l'interdiction de 1997. Lors de son retrait en France à la fin novembre 2009, environ 200 000 patients étaient encore traités par le benfluorex.

## Procédures administratives et judiciaires
De nombreuses procédures judiciaires sont engagées par des personnes s'estimant victimes du produit et mal informées des risques d'hypertension artérielle pulmonaire et de valvulopathie cardiaque.

## Jacques Servier
Dans un livre intitulé Le Médicament : inventer ou mourir, publié aux éditions de La Table Ronde en 1982, Jacques Servier présentait son point de vue sur l'industrie du médicament, plaidant pour une plus grande liberté pour les industriels de la pharmacie et regrettant les contrôles trop coûteux, « étouffants » pour la créativité, ainsi qu'une tendance à l'« alourdissement des contrôles ». Il y estimait que « le plus désastreux chez nous est la multiplicité des initiatives des pouvoirs publics. Tant d'instances accumulent les réglementations qu'elles réussissent à créer une atmosphère de harcèlement administratif incompatible avec la vie » et considérait que « c'est le bon sens des dirigeants de l'industrie pharmaceutique, coloré d'une véritable obsession d'éviter toute possibilité d'accident. Jamais les médicaments n'en sortent [des laboratoires] avant que des animaux en aient absorbé des échantillons. »
Dans les années 1990, les laboratoires Servier dominaient le marché des coupe-faim, médicaments augmentant la sensation de satiété, en particulier à l'égard des sucres, et sans les effets excitants et toxicomanogènes des produits plus anciens, avec deux produits : l’Isoméride puis le Mediator. L'Isoméride, soupçonné de favoriser l’hypertension artérielle pulmonaire (HTAP), est retiré du marché en 1997. À la même époque, le directeur scientifique de Servier est le trésorier de la Société française de pharmacovigilance et de thérapeutique.
À nouveau, début 2011, Pierre Schiavi, directeur de la division scientifique « pharmacologie et gériatrie » chez Servier, était aussi trésorier de la Société française de pharmacologie et de thérapeutique.
Jacques Servier, président et fondateur du laboratoire portant son nom, a été fait grand-croix de la Légion d'honneur par le président Sarkozy, le 31 décembre 2008. Ce dernier a précédemment été un des avocats du groupe Servier.

À propos des décès imputables au Mediator, Jacques Servier déclarait, début 2011 : 

« Cinq cents est un très beau chiffre marketing, mais il ne s'agit que de trois morts. »

Jacques Servier, qui devait comparaître pour tromperie aggravée lors d'un procès au pénal renvoyé à 2015, est mort le 16 avril 2014. L'action publique à son encontre est donc éteinte, mais son décès ne met pas un terme aux procédures engagées contre le groupe.

### Filmographie
- La Fille de Brest (2016) d'Emmanuelle Bercot Retrace le combat de la pneumologue Irène Frachon pour faire connaître les risques associés à l'utilisation du Mediator ; voir « La Fille de Brest (2017) sur cinoche.com » (consulté le 2 avril 2017).